# Colombia en los Juegos Mundiales de Cali 2013
Colombia participó en los Juegos Mundiales de 2013. El organismo responsable del equipo olímpico fue el Comité Olímpico Colombiano, así como las federaciones deportivas nacionales de cada deporte con participación. Colombia desempeña el papel del anfitrión durante estos Juegos Mundiales, y cuenta con la delegación más numerosa, con un total de 20 equipos y 201atletas, Lo que le significó ser la delegación más numerosa, además de la mejor presentación de una delegación colombiana en toda su historia en los Juegos Mundiales, superando a la presentación de Akita 2001 y Kaohsiung 2009, con un total histórico de 31 medallas, terminando en la 8.ª posición del medallero general y en 4.ª posición según el total de medallas.
El abanderado de la delegación colombiana fue el caleño Jorge Luis Cifuentes, quien fue el encargado de recitar el juramento de los deportistas durante la ceremonia de inauguración. En la ceremonia de clausura Adriana Ávila y Jéfferson Benjumea, que obtuvieron medalla de oro en Baile deportivo, modalidad Salsa, fueron los encargados de entregar la bandera de la asociación internacional de los Juegos Mundiales a los organizadores de los próximos juegos. Durante la ceremonia el presidente de la asociación, Ron Froehlich, hizo un reconocimiento especial a los deportistas colombianos, la encargada de recibir el reconocimiento en nombre de todos los deportistas fue la patinadora Rommy Melisa Muñoz.

## Medallistas
La siguiente tabla muestra a los medallistas colombianos que obtuvieron alguna presea en las competiciones:
| Medalla                                                                     | Nombre(s) | Deporte                                     | Evento | Fecha                                              |
| --------------------------------------------------------------------------- | --- | ------------------------------------------- | --- | -------------------------------------------------- |
| Medalla de oro                                                              | Andrés Felipe Rendón Llanos                                                                                  | Kárate                                      | Kumite -60Kg | 26 de julio                                        |
| Medalla de oro                                                              | José Guillermo Ramírez Gutiérrez                                                                             | Kárate                                      | Kumite -67Kg | 26 de julio                                        |
| Medalla de oro                                                              | Lina Marcela Gómez Alzate                                                                                    | Kárate                                      | Kumite -61Kg | 27 de julio                                        |
| Medalla de oro                                                              | Adriana Ávila Molina, Jefferson Andrés Benjumea Merolanda                                                    | Baile deportivo                             | Salsa | 28 de julio                                        |
| Medalla de oro · Medalla de oro · Medalla de bronce                         | Pedro Causil                                                                                                 | Patinaje de velocidad, Patinaje de Carreras | 300m Contrarreloj Masculino, 1000 m Sprint Masculino, 500 m Sprint Masculino                                         | 31 de julio, 2 de agosto, 4 de agosto              |
| Medalla de oro · Medalla de plata · Medalla de plata · Medalla de plata     | Andrés Felipe Muñoz                                                                                          | Patinaje de velocidad, Patinaje de Carreras | 1000 m Sprint Masculino, 300m Contrarreloj Masculino, 200 m Contrarreloj Masculino, 500 m Sprint Masculino           | 31 de julio, 2 de agosto, 3 de agosto, 4 de agosto |
| Medalla de oro · Medalla de plata                                           | Yersi Puello Ortiz                                                                                           | Patinaje de velocidad, Patinaje de carreras | 500 m Sprint Femenino, 200 m Contrarreloj Femenino                                                                   | 1 de agosto, 3 de agosto                           |
| Medalla de plata                                                            | Ana María Escandón Loaiza                                                                                    | Kárate                                      | Kumite -68Kg | 27 de julio                                        |
| Medalla de plata                                                            | Juan David Duque Jiménez, Mauricio Fernández Castillo, Juan Fernando Ocampo Lozada, Juan Pablo Romero Rivera | Natación con aletas                         | 4 × 100 m Relevo Masculino                                                                                           | 27 de julio                                        |
| Medalla de plata                                                            | Cristina Amaya                                                                                               | Racquetball                                 | Individual | 28 de julio                                        |
| Medalla de plata · Medalla de plata                                         | Paola Segura                                                                                                 | Patinaje de velocidad                       | 300m Contrarreloj Femenino, 500 m Sprint Femenino                                                                    | 31 de julio, 1 de agosto                           |
| Medalla de plata · Medalla de plata · Medalla de bronce · Medalla de bronce | Rommy Melisa Muñoz Vélez                                                                                     | Patinaje de velocidad, Patinaje de carreras | 10000m Puntos/Eliminación Femenino, 15000m Eliminación Femenino, 20000m Eliminación Femenino, 10000m Puntos Femenino | 1 de agosto, 2 de agosto, 3 de agosto, 4 de agosto |
| Medalla de plata · Medalla de plata                                         | Jorge Luis Cifuentes                                                                                         | Patinaje de velocidad, Patinaje de Carreras | 15000m Eliminación Masculino, 10000m Puntos Masculino                                                                | 2 de agosto, 2 de agosto                           |
| Medalla de bronce                                                           | Mauricio Fernández Castillo                                                                                  | Natación Con Aletas                         | 50 m Apnea Masculino                                                                                                 | 27 de julio                                        |
| Medalla de bronce                                                           | Nataly Otalora                                                                                               | Patinaje artístico                          | Patinaje Libre Femenino Femenino                                                                                     | 27 de julio                                        |
| Medalla de bronce                                                           | Sara López                                                                                                   | Arquería                                    | Arco Compuesto Femenino                                                                                              | 28 de julio                                        |
| Medalla de bronce                                                           | Grace Fernández Castillo                                                                                     | Natación Con Aletas                         | 100m Superficie Femenino                                                                                             | 28 de julio                                        |
| Medalla de bronce                                                           | Marcela Cruz, Leonardo Parrado                                                                               | Patinaje Artístico                          | Danza | 28 de julio                                        |
| Medalla de bronce                                                           | Wilson Alzate Cortes                                                                                         | Ju-Jitsu                                    | 62Kg Lucha Masculino                                                                                                 | 30 de julio                                        |
| Medalla de bronce                                                           | Miguel Ángel Rodríguez                                                                                       | Squash                                      | Masculino | 4 de agosto                                        |

| Deporte               |   |    |    | Total |
| Kárate                | 3 | 1  | 0  | 4     |
| Baile deportivo       | 1 | 0  | 0  | 1     |
| Natación con aletas   | 0 | 1  | 2  | 3     |
| Racquetball           | 0 | 1  | 0  | 1     |
| Patinaje artístico    | 0 | 0  | 2  | 2     |
| Arquería              | 0 | 0  | 1  | 1     |
| Patinaje de velocidad | 3 | 5  | 2  | 10    |
| Ju-Jitsu              | 0 | 0  | 1  | 1     |
| Patinaje de Carreras  | 1 | 5  | 1  | 7     |
| Squash                | 0 | 0  | 1  | 1     |
| Total                 | 8 | 13 | 10 | 31    |

1. ↑  Se muestran únicamente las medallas obtenidas en los juegos oficiales, pero Colombia también obtuvo medallas en juegos invitados.

## Participantes
La siguiente tabla muestra a los deportistas que participan de los juegos:
| N.º | Deporte                       | Hombres | Mujeres | Total |
| --- | ----------------------------- | ------- | ------- | ----- |
| 1   | Bolos                         | 1       | 1       | 2     |
| 2   | Billar                        | 4       | 1       | 5     |
| 3   | Esquí acuático                | 5       | 2       | 7     |
| 4   | Karate                        | 10      | 9       | 19    |
| 5   | Natación con aletas           | 1       | 1       | 2     |
| 6   | Patinaje                      | 6       | 6       | 12    |
| 7   | Patinaje de velocidad         | 5       | 6       | 11    |
| 8   | Racquetball                   | 2       | 2       | 4     |
| 9   | Arquería                      | 4       | 4       | 8     |
| 10  | Baile deportivo               | 3       | 3       | 6     |
| 11  | Balonmano playa               | 10      | 9       | 19    |
| 12  | Paracaidismo                  | 3       | 0       | 3     |
| 13  | Parapente                     | 2       | 1       | 3     |
| 14  | Ultimate                      | 7       | 6       | 13    |
| 15  | Duatlón                       | 5       | 3       | 8     |
| 16  | Gimnasia                      | 3       | 1       | 4     |
| 17  | Hockey sobre patines en línea | 13      | 0       | 13    |
| 18  | Ju-Jitsu                      | 5       | 1       | 6     |
| 19  | Levantamiento de potencia     | 1       | 1       | 2     |
| 20  | Maratón en kayak              | 4       | 3       | 7     |
| 21  | Natación con aletas           | 4       | 4       | 8     |
| 22  | Orientación                   | 2       | 2       | 4     |
| 23  | Rugby 7                       | 13      | 0       | 13    |
| 24  | Softball                      | 0       | 16      | 16    |
| 25  | Squash                        | 2       | 2       | 4     |
| 26  | Trampolín                     | 2       | 0       | 2     |
| --- | Total                         | 117     | 84      | 201   |